# Sepsis neocynipsea
Sepsis neocynipsea is een vliegensoort uit de familie van de wappervliegen (Sepsidae). De wetenschappelijke naam van de soort is voor het eerst geldig gepubliceerd in 1917 door Melander and Spuler.